# Teoria modułów
Uzasadnienie: osobny artykuł o teorii modułów wydaje się marginalny
Teoria modułów – dział algebry, którego przedmiotem badań są moduły. Dziedzina ta ma wiele ważnych zastosowań zarówno w algebrze, jak i w innych działach matematyki.